# Шульце играет блюз
Шульце играет блюз — немецкий фильм-трагикомедия 2003 года. Режиссёр и автор сценария Михаэль Шор.

## Сюжет
Шульце (играет Хорст Краузе) увольняется с солевой шахты в Тойтшентале (близ Галле в Германии).
Вместе с ним увольняются два его друга, Юрген и Манфред.
Они чувствуют себя неуютно.
В течение многих лет, Шульце играл польку на аккордеоне, но начинает проявлять интерес к блюзам в стиле Зайдеко и каджун.
Он думает о путешествии в Америку, и принимает приглашение на немецкий фолк-фестиваль в городе Нью-Браунфелс, штат Техас.
Вместо того, чтобы выступать на фестивале, он начинает путешествие на моторной лодке по сельской местности.
Почти не говоря по-английски, он находит новых друзей, ему становится плохо и он умирает.
В Тойтшентале, проходят его похороны, которые превращаются в умеренно весёлый праздник в честь его жизни.

## Награды
- В 2003 году премии Международного кинофестиваля в Стокгольме в номинациях «лучший фильм» и «лучший актёр» Хорст Краузе.

- В 2004 году немецкой Киноакадемией номинирован Хорст Краузе за лучшее исполнение актером в главной роли. Наташа Тагверк — художник-постановщик фильма и арт-директор, была номинирована на лучший производственный проект и получила награду.

## Внешние ссылки
- schultzegetstheblues.de — официальный сайт Шульце играет блюз
- Schultze Gets the Blues (англ.) на сайте Internet Movie Database(англ.) на сайте Internet Movie Database